# Mbarali (huyện)
Mbarali là một huyện thuộc vùng Mbeya, Tanzania. Thủ phủ của huyện Mbarali đóng tại Rujewa. Huyện Mbarali có diện tích 16000 ki lô mét vuông. Đến thời điểm điều tra dân số ngày 25 tháng 8 năm 2002, huyện Mbarali có dân số 234101 người.